# Emanuel Ortega
Ne doit pas être confondu avec Manuel Ortega.
Pour les articles homonymes, voir Ortega.
Emanuel Ortega, né le 18 octobre 1977, est un chanteur de pop argentin. Fils du chanteur de pop argentin Ramón "Palito" Ortega, il a tout d'abord mené le groupe de musique Ladrones De Ladrones, puis a commencé sa carrière solo. Son premier album en 1993, Conociéndonos, est devenu platine en Argentine.

## Discographie
- 1994 - Conociéndonos
- 1995 - Soñé
- 1997 - Emanuel Ortega
- 1999 - A escondidas
- 2001 - Presente imperfecto
- 2003 - Ortega
- 2007 - El camino
- 2009 - Todo bien
- 2012 - Esta noche
- 2014 - Momentos 1993-2014